# День и вся жизнь
«День и вся жизнь» — советский художественный фильм режиссёра Юрия Григорьева, снятый на киностудии имени М. Горького в 1969 году.
Премьера фильма в СССР состоялась 25 мая 1970 года.

## Сюжет
Фильм о судьбе Кати Морозовой, которая в трудные военные и послевоенные годы одна воспитывала сына. Она живёт воспоминаниями и надеждами, не требует от жизни многого... Спустя годы Алексей, сын Кати, уже старшеклассник, решает разыскать родного отца...

## Роли исполняли
- Раиса Рязанова — Катя
- Виктор Авдюшко — Фёдор
- Светлана Харитонова — Соня
- Валентина Телегина — тётя Поля
- Леонид Куравлёв — Виктор Тимофеевич
- Александр Ермаков — Алёша
- Данила Перов — Алёша в детстве
- Борис Майхровский — Алёша в детстве
- Алексей Чернов — председатель заводского комитета
- Евгений Карельских — отец Алёши в молодости
- Геннадий Фролов — Николай Дмитриевич (отец Алёши в зрелом возрасте) (нет в титрах)
- Нина Семёнова — Таня
- Людмила Архарова — жена Паши